# Triangle culinaire

Schéma représentant le triangle culinaire.

Le triangle culinaire est, en anthropologie de l'alimentation, un modèle proposé par l'anthropologue français Claude Lévi-Strauss des relations entre les différentes formes de cuisines selon le mode de cuisson des aliments qu'elles plébiscitent.

## Systémique
Dans la version la plus rudimentaire du triangle culinaire, la position des préparations culinaires par rapport aux sommets du triangle dépend de l’importance du rôle joué par deux éléments dans leur préparation : l’eau et l’air. Avec beaucoup d’eau, on obtient de la bouillie, avec beaucoup d’air, du fumé, alors que la rareté de ces deux éléments permet de faire du rôti. Mais si l'on étudie un système culinaire où le rôti coexiste avec le grillé, alors le grillé prend la place du rôti au sommet du triangle, le rôti étant relégué à une position médiane entre le grillé et le fumé. Cette permutation du rôti par le grillé a pour critère une plus grande proximité entre l'aliment et le feu.
Le même critère de proximité est employé pour situer la cuisson à vapeur à mi-chemin entre le bouilli et le fumé, parce que cette technique de préparation maintient la nourriture éloignée de l’eau. 
L’introduction du frit oblige à une transformation plus profonde du triangle culinaire qui ajoute l’axe de l’huile à ceux de l’eau et de l’air. Le triangle devient alors un tétraèdre, qui permet désormais d’introduire de nouvelles modalités intermédiaires telles que rôti au four par opposition au rôti à la broche ou la cuisson à l’étouffée par opposition à la cuisson à la vapeur. 
Claude Lévi-Strauss se propose encore, sans vraiment expliquer comment, de rendre le schéma encore plus complexe introduisant la distinction entre nourriture animale et nourriture végétale, distinguant céréales et légumineuses dans les cas de systèmes culinaires où les modes de cuisson employés pour les confectionner sont distincts. 
Il propose encore de prendre en compte les condiments additionnés au cas où il existerait une relation ou une exclusion entre combinaisons de condiments et certaines catégories de préparations culinaires. 
Il reprend également l’idée issue de sa première incursion dans le culinaire de l’Anthropologie structurale selon laquelle la structure même du repas serait porteuse de sens, admettant qu’on pourrait également étudier la présentation des plats, ainsi que les gestes qui ont lieu dans le cadre du repas. 
Il suggère également que l’application de cette grille d’analyse doit être mise en rapport avec d’autres variables de nature sociologique, économique, esthétique ou religieuse.